# Grand Quartier général des armées alliées
 (avril 2018).
Si vous disposez d'ouvrages ou d'articles de référence ou si vous connaissez des sites web de qualité traitant du thème abordé ici, merci de compléter l'article en donnant les références utiles à sa vérifiabilité et en les liant à la section « Notes et références ».
Pour les articles homonymes, voir Grand Quartier général.
À la suite de la grande offensive allemande en Picardie de mars 1918, le 26 mars 1918, à la conférence interalliée de Doullens, sur proposition du gouvernement britannique, le général Foch, alors chef d'état-major de l'armée française, conseiller technique du gouvernement, est chargé de coordonner l'action des armées alliées sur le front ouest. Le 23 avril il est chargé en outre de la direction stratégique des opérations militaires et, le 14 avril 1918, il reçoit officiellement le titre de général en chef des armées alliées en France.

## Le grand quartier général des armées alliées (GQGA) se met en place du 26 mars au 14 avril 1918
Le GQGA est définitivement constitué en octobre 1918. Le général Foch, commandant en chef, nommé maréchal de France le 6 août 1918, est assisté par le général Weygand, major-général, et trois aides-majors généraux : colonel Desticker (général de brigade, le 4 octobre 1918), général Henri Le Rond (en), nommé aide-major général, chef de la 2e section du GQGA, à Paris, chargée de centraliser les renseignements concernant l'entrée en ligne des troupes alliées, et colonel Payot, troisième aide-major du GQG français, directeur de l'arrière, nommé, le 9 octobre 1918, directeur général des communications et du ravitaillement aux armées. Cet état-major fonctionne par bureaux chargés de l'organisation des armées et du matériel, des renseignements et de la coordination des opérations, avec un personnel réduit de 175 personnes dont 39 officiers. Il utilise pour l'essentiel la liaison télégraphique et dispose d'un service automobile renforcé pour envoyer des officiers en missions. 

### Positionnements successifs
En fonction de l'évolution de la carte de guerre et de la situation militaire, le GQGA est successivement installé à Beauvais (29 mars 1918), Sarcus (7 avril 1918), Mouchy-le-Châtel (1er juin 1918), Bombon (5 juin 1918) et Senlis (18 octobre 1918). Le 11 novembre 1918, le maréchal signe en vainqueur, à Rethondes. À partir du 22 juin 1919, le GQGA s'installe à Kreuznach en Allemagne,,.